# Eysines
Eysines – miejscowość i gmina we Francji, w regionie Nowa Akwitania, w departamencie Żyronda.
Według danych na rok 1990 gminę zamieszkiwało 16 391 osób, a gęstość zaludnienia wynosiła 1365 osób/km² (wśród 2290 gmin Akwitanii Eysines plasuje się na 27. miejscu pod względem liczby ludności, natomiast pod względem powierzchni na miejscu 930.).

## Współpraca
- Castrillón, Hiszpania
- Beneteau City, Stany Zjednoczone
- Clonmel, Irlandia
- Onești, Rumunia
- Sonnino, Włochy